# Biggie Butale
Biggie Ganda Butale (Gaborone, 3 de agosto de 1972) es un pastor, abogado y político botsuano que fue miembro de la Asamblea Nacional en representación de la circunscripción de Tati West entre 2014 y 2019, como miembro del Partido Democrático de Botsuana, fuerza política dominante desde la independencia del país africano. Allegado al liderazgo de Ian Khama, presidente entre 2008 y 2018. Butale abandonó el partido junto con el expresidente después de su ruptura con su sucesor, Mokgweetsi Masisi, y fue presidente fundacional del Frente Patriótico de Botsuana (BPF) a partir de julio de 2019. Fue candidato presidencial del BPF en las elecciones generales de ese mismo año. Fue derrocado del liderazgo en julio de 2023 tras una disputa de liderazgo. Después de esto dejó el BPF y fundó el Partido Republicano de Botsuana (BRP), que preside actualmente.

## Biografía
Butale nació el 3 de agosto de 1972 en Gaborone y asistió a la escuela secundaria en Gaborone Secondary College de 1990 a 1996. Se unió al Partido Democrático de Botsuana a los dieciocho años en 1990. Prosiguió sus estudios en la Universidad de Botsuana, donde se graduó en 1997. Su trayectoria profesional incluyó funciones como la de abogado en la Oficina del Fiscal General (Abogado del Estado) de 1996 a 1998 y en Moupo Motswagole and Dingake Attorneys de 1999 a 2000. Además, ocupó el cargo de director general en una empresa de seguridad desde 2004 hasta 2014.
Butale comenzó su carrera política tras ser elegido miembro del Parlamento por el distrito electoral de Tati West en las elecciones de 2014. Además, se desempeñó como miembro del Parlamento Panafricano de 2014 a 2016 y, al mismo tiempo, ocupó el cargo de presidente del Comité Parlamentario de Justicia, Defensa y Seguridad. Durante este período, también fue miembro del Comité de Cuentas Públicas y del Comité de Servicios de Inteligencia y Seguridad del Estado del Parlamento de Botsuana. De 2016 a 2019, Butale asumió el cargo de Subsecretario de Inversión, Comercio e Industria.
En 2014, Butale fue elegido diputado para el escaño parlamentario de Tati West. Rápidamente ascendió de rango, desafiando al entonces vicepresidente de Botsuana, Mokgweetsi Masisi, por la presidencia del BDP en 2015. Se desempeñó como ministro asistente en varios ministerios, pero sus ambiciones políticas a menudo encontraron resistencia. Tras su suspensión y derrota en las primarias del BDP de 2018, Butale cofundó el Frente Patriótico de Botsuana (BPF), un partido escindido del BDP, con el expresidente Ian Khama como su patrocinador en 2019. El BPF ganó tres escaños, todos en el área de Serowe, lo que marcó la primera vez que un partido opositor ganó estos escaños en su historia. Sin embargo, perdió su escaño en Tati West ante su rival en las primarias del BDP, Simon Moabi.
Después de una larga batalla legal por su puesto como presidente del partido, Butale fue finalmente expulsado del BPF y pasó a formar el democristiano Partido Republicano de Botsuana en noviembre de 2023.

## Posiciones políticas
Como pastor, Butale es conocido por su fe cristiana y su conservadurismo social. Es un acérrimo opositor a la legalización del aborto, condena la homosexualidad y lideró una cruzada contra las personas LGBT y los trabajadores sexuales.

## Controversias
En 2017, Butale se convirtió en el objetivo de un complejo complot político que involucraba un caso inventado de soborno de P130.000. El plan implicaba utilizar a un doble para recibir el dinero del soborno de un representante del hotel mientras era filmado por agentes que se cree que están afiliados a la Dirección de Servicios de Inteligencia y Seguridad (DISS). El motivo detrás del complot supuestamente era dañar la reputación de Butale y obstaculizar su campaña para el puesto de Secretario General Adjunto dentro del BDP. Sin embargo, la Dirección contra la Corrupción y Delitos Económicos (DCEC) intervino y frustró el complot. A pesar de la presión para realizar un arresto inmediato, los oficiales del DCEC vieron las inconsistencias en las pruebas y sospecharon que se había cometido un crimen, lo que obligó a los conspiradores a abandonar su plan.
Butale, que estaba convencido de que la Dirección de Inteligencia y Seguridad lo estaba siguiendo desde antes de las elecciones de 2019, se encontró con el Servicio Unificado de Impuestos de Botsuana más tarde ese año. Al regresar de Sudáfrica en el puesto fronterizo de Ramotswa, él y su esposa fueron interrogados por funcionarios de aduanas, quienes alegaron que llevaban cantidades de dinero "no reveladas ni declaradas" en su automóvil.
La aduana confiscó el vehículo y, a pesar de una búsqueda al día siguiente, no se encontró ninguna evidencia. Butale, imperturbable por los acontecimientos, informó a los medios de comunicación que lo habían seguido hasta Sandton, Sudáfrica. Cuando se le preguntó sobre el dinero que tenía, inicialmente afirmó que su esposa tenía alrededor de 20.000 rands, cantidad que reconoció no había sido declarada. Sin embargo, después de la búsqueda final del coche, Butale reveló que BURS había recuperado 41.800 rands, lo que contradice los 20.000 rands mencionados el día anterior. En ese momento, Butale afirmó que el gobierno de Botsuana lo había humillado al exponer su ropa interior en público.
En 2021, Butale enfrentó acusaciones de agresión sexual. La presunta agresión sexual no fue denunciada de inmediato a la policía. La víctima, una estudiante universitaria de veinticuatro años, alegó miedo a que no le creyeran sin pruebas. Después de la agresión, le confió a una amiga que mencionó la dificultad de denunciar sin pruebas. Más tarde, un miembro de BPF la disuadió de hablar y el trauma la llevó a tomarse un tiempo libre. Finalmente se acercó al Comité Ejecutivo Nacional de BPF, buscando una disculpa de Butale en lugar de acciones legales. La víctima finalmente decidió no presentar cargos. Butale sostiene que las acusaciones fueron parte de un esfuerzo calculado de sus adversarios, que intentaban crear una narrativa dañina que finalmente no se materializó. Sospechaba de motivos políticos, implicando anteriormente al expresidente y patrocinador del BPF, Ian Khama.